# فلاديمير زوجوفيتش
فلاديمير زوجوفيتش مواليد 3 أبريل 1980 في بلغراد، جمهورية يوغوسلافيا الاشتراكية الاتحادية، هو لاعب كرة سلة صربي. لعب مع نادي بوسنا رويال لكرة السلة في موسم 2002–2003، ثم لعب مع نادي ماكدونيكوس لكرة السلة في موسم 2006–2007، ثم لعب مع نادي رادنيتشكي كراغوييفاتس لكرة السلة في سنة 2007.

## روابط خارجية
- فلاديمير زوجوفيتش على موقع كرة السلة الأوروبية.كوم (الإنجليزية)
- فلاديمير زوجوفيتش على موقع كلية كرة السلة في سبورتس رفرنس.كوم (الإنجليزية)
- فلاديمير زوجوفيتش على موقع ريلجم (الإنجليزية)
- فلاديمير زوجوفيتش على موقع بروبوليرز (الإنجليزية)